# Матаморос (Коауила)
Матаморос (исп. Matamoros) — город в Мексике, штат Коауила, входит в состав одноимённого муниципалитета и является его административным центром. Численность населения, по данным переписи 2020 года, составила 59 762 человека.

## Общие сведения
Название Matamoros дано в честь мексиканского военного, участника войны за независимость Мексики — Мариано Матамороса.
Первоначально поселение было основано в 1839 году под названием Вега-де-Марруфо, однако, вскоре было покинуто из-за сильного наводнения, а в 1842 году было постоянное поселение, о чём указано на гербе города.
5 сентября 1864 года президент Бенито Хуарес своим указом, повысил статус Матамороса до статуса вилья, а 27 февраля 1927 года получил статус города.